# District de Grevenmacher
Le district de Grevenmacher était l’un des trois districts du Grand-Duché de Luxembourg.

## Histoire
Le district est créé le 24 février 1843, comme les deux autres districts actuels.
Au 1er janvier 2012, le canton de Remich voit les communes de Burmerange et Wellenstein dissoutes lors de leur fusion avec la commune de Schengen. Le nombre de communes du district passe dès lors de 26 à 24.
Il est supprimé en octobre 2015, comme tous les districts du pays, faisant des cantons le premier découpage administratif luxembourgeois.

## Géographie
Le district de Grevenmacher est bordé à l’ouest par le district de Luxembourg, au nord par le district de Diekirch, à l’est par les Länder allemands de Rhénanie-Palatinat et de Sarre, et au sud par le département français de Moselle et la région française de Lorraine.
Le district s’étend sur 525 km2, ce qui fait de lui le plus petit des trois districts du pays. Sa population est de 60 242 habitants en 2010, la plus faible des trois districts pour une densité de 115 habitants/km2.

## Subdivisions
Le district de Grevenmacher était subdivisé au 1er janvier 2015 en 3 cantons et 24 communes :
| - Canton d'Echternach : - Beaufort - Bech - Berdorf - Consdorf - Echternach - Mompach - Rosport - Waldbillig | - Canton de Grevenmacher : - Betzdorf - Biwer - Flaxweiler - Grevenmacher (chef-lieu) - Junglinster - Manternach - Mertert - Wormeldange | - Canton de Remich : - Bous - Dalheim - Lenningen - Mondorf-les-Bains - Remich - Schengen - Stadtbredimus - Waldbredimus |

## Liste des commissaires de district
La liste ci-dessous recense toutes les personnes ayant officié en tant que commissaire de district de Grevenmacher.
- date indéterminée  - 1842: Jean-Pierre André[7]
- 1842 - date indéterminée: Joseph-Ignace Chomé[7],[8]
- date indéterminée - 1857: ? de la Fontaine[9]
- 1857-1859 : Nicolas Salentiny[9]
- 1859 - 1869 : Hubert-Victor de Rœbé[10],
- 1869 - date indéterminée: ? Faber[11]
- 1880 - 1895: ? de Muyser[12],[13],[14]
- 1895- date indéterminée : Fritz Mersch (lb)[13]
- 1902-1903 : Pierre Braun
- 1903 - date indéterminée; au moins jusqu'en 1911: Fritz Mersch[15],[16]
- en fonction en 1935: Joseph Faber[17]
- en fonction en 1960 : Victor Kesseler[18]
- dates indéterminées : Jean-Pierre Sinner (lb)
- 2011-date indéterminée : Cyrille Goedert[19]

## Population et société

### Démographie
L'évolution du nombre d'habitants est connue à travers les recensements de la population effectués dans le pays depuis 1821. Les recensements décennaux de la population permettent de caler les chiffres sur la composition de la population par sexe, âge, nationalité et commune de résidence. Entre deux recensements, la population au 1er janvier de l’année {\displaystyle x} est évaluée en ajoutant à la population au 1er janvier de l’année {\displaystyle x-1} les soldes naturel (naissances {\displaystyle -} décès) et migratoire (arrivées {\displaystyle -} départs) de l'année. La même méthode est appliquée pour la répartition par âge au 1er janvier et les effectifs totaux par nationalité. Depuis le 3 octobre 2015, les districts du Luxembourg ont été abolis.
Au 1er janvier 2015, le district comptait 66 207 habitants.
| 1851   | 1871   | 1880   | 1890   | 1900   | 1910   | 1922   | 1930   | 1935   |
| ------ | ------ | ------ | ------ | ------ | ------ | ------ | ------ | ------ |
| 46 134 | 42 541 | 43 145 | 39 267 | 40 333 | 40 408 | 38 270 | 37 366 | 37 566 |

| 1947   | 1960   | 1970   | 1978   | 1979   | 1981   | 1983   | 1984   | 1985   |
| ------ | ------ | ------ | ------ | ------ | ------ | ------ | ------ | ------ |
| 35 326 | 34 490 | 35 830 | 37 940 | 38 204 | 38 846 | 39 340 | 39 380 | 39 950 |

| 1986   | 1987   | 1988   | 1989   | 1990   | 1991   | 1992   | 1993   | 1994   |
| ------ | ------ | ------ | ------ | ------ | ------ | ------ | ------ | ------ |
| 40 020 | 40 360 | 40 736 | 41 538 | 42 376 | 42 835 | 43 746 | 44 315 | 45 358 |

| 1995   | 1996   | 1997   | 1998   | 1999   | 2000   | 2001   | 2002   | 2003   |
| ------ | ------ | ------ | ------ | ------ | ------ | ------ | ------ | ------ |
| 46 062 | 46 975 | 47 840 | 48 530 | 49 393 | 50 726 | 51 948 | 52 618 | 53 306 |

| 2004   | 2005   | 2006   | 2007   | 2008   | 2009   | 2010   | 2011   | 2012   |
| ------ | ------ | ------ | ------ | ------ | ------ | ------ | ------ | ------ |
| 54 307 | 55 206 | 56 143 | 57 201 | 58 109 | 59 157 | 60 242 | 61 533 | 62 818 |

| 2013   | 2014   | 2015   | - | - | - | - | - | - |
| ------ | ------ | ------ | - | - | - | - | - | - |
| 63 794 | 64 978 | 66 207 | - | - | - | - | - | - |

Pour des raisons techniques, il est temporairement impossible d'afficher le graphique qui aurait dû être présenté ici.